# Grande Prêmio da Áustria de 2017
Grande Prêmio da Áustria de 2017 (formalmente denominado Formula 1 Grosser Preis Von Österreich 2017) foi a nona etapa da temporada de 2017 da Fórmula 1. Disputada em 9 de julho de 2017 no Red Bull Ring, Spielberg, Áustria, foi vencida pelo finlandês Valtteri Bottas. Completam o pódio o alemão Sebastian Vettel e o australiano Daniel Ricciardo.

## Relatório

### Treino Classificatório
Q1
Nada de espera para a dupla da Ferrari. Os carros vermelhos saíram dos boxes assim que a bandeira verde foi dada. Os carros da Haas também saíram logo no início da sessão e, apesar do bom desempenho do time americano na pista austríaca, Grosjean exagerou e acabou quicando na caixa de brita, sem maiores consequências para o francês, que conseguiu retornar ao traçado sem auxílio dos fiscais de pista. Ainda na Haas, Magnussen foi vítima das altas zebras do Circuito de Spielberg, que danificaram sua suspensão, obrigando o piloto a retornar para os boxes com a roda dianteira direita suspensa. Na hora da verdade, Hamilton fez o melhor tempo do Q1 e também da história do Circuito de Spielberg (não oficial), com 1m05s064, com Vettel a 0s521 atrás do rival. Felipe Massa, que tem sofrido o fim de semana para fazer as atualizações da Williams funcionar, não conseguiu avançar ao Q2, com o 17º tempo.
Eliminados: Jolyon Palmer (Renault), Felipe Massa (Williams), Lance Stroll (Williams), Marcus Ericsson (Sauber) e Pascal Wehrlein (Sauber).
Q2
Dessa vez a Mercedes não perdeu tempo e mandou seus dois pilotos para a pista logo que o cronômetro começou a rodar. De supermacios, o britânico esmagou o recorde do circuito, com 1m04s800. Mas o companheiro Bottas não deixou barato e registrou um temporal, com 1m04s640, dominando todos os setores da pista austríaca. O recorde oficial do traçado é de 1m08s337, anotado por Michael Schumacher em 2003. No apagar das luzes, Vettel anotou 1m04s772 e se intrometeu entre os companheiros de Mercedes, em segundo.
Eliminados: Nico Hulkenberg (Renault F1 Team), Fernando Alonso (McLaren), Stoffel Vandoorne (McLaren), Daniil Kvyat (Toro Rosso) e Kevin Magnussen (Haas).
Q3
O Q3 começou cercado de expectativa, já que é o momento em que a Mercedes calça os ultramacios e libera a besta que há dentro do motor alemão. Também pelo fato de Lewis Hamilton precisar do melhor tempo para minimizar o dano de ter uma punição de cinco lugares no grid para cumprir. E na primeira tentativa de volta rápida no Q3, a história foi parecida com a do Q2: Hamilton fez voltaço (1m04s424), mas Bottas foi lá, voou e jogou o companheiro para o segundo lugar ao anotar 1m04s251. Só que aí Sebastian Vettel se intrometeu entre os dois novamente (1m04s293). Hamilton bem que tentou melhorar sua marca, mas acabou errando feio. Na segunda volta, uma Haas parada no meio da pista decretou a bandeira amarela e frustrou as chances do britânico diminuir os danos causados pela punição que terá de pagar, já que o com bandeira amarela, o piloto da Mercedes não teve mais tentativas. Assim, Bottas desbancou os favoritos e garantiu a pole para o GP da Áustria, a segunda dele na carreira. No finalzinho, lembrando um pouco um dos treinos livres do Azerbaijão, Max Verstappen saiu da pista e por pouco não acertou o muro, para delírio da massa laranja que lotou o Circuito de Spielberg.

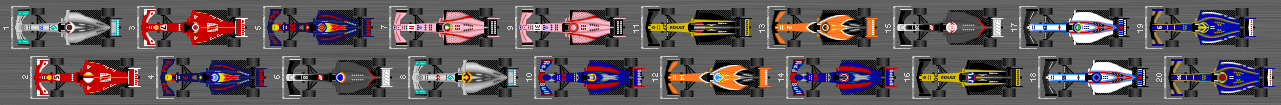
Grid de Largada

### Corrida
Quando as cinco luzes se apagaram no grid, Valtteri Bottas fez valer a pole-position e saltou muito bem da primeira fila, fazendo a primeira curva sem ser ameaçado por ninguém. Sebastian Vettel seguiu o finlandês e rapidamente se colocou em segundo, trazendo Daniel Ricciardo, que superou Kimi Räikkönen para assumir o terceiro lugar. O finlandês ainda perderia posição para um rápido Romain Grosjean – que cairia para quinto na sequência. Mais atrás, Max Verstappen saiu muito lento do quinto posto e foi perdendo colocações até chegar na curva 1, quando foi atingido por Fernando Alonso, que, por usa vez, rodava depois de uma colisão de Danill Kvyat – o incidente foi parar, claro, na mesa dos comissários, que consideraram o russo culpado, aplicando um drive-through, cumprido de imediato. Só que o holandês da Red Bull e o espanhol da McLaren deixaram a corrida ali mesmo.
No meio dessa confusão, Felipe Massa e Lance Stroll aproveitaram o tumulto e pularam para o top-10, com o brasileiro em nono, à frente do canadense. 
Saindo de oitavo, Lewis Hamilton largou com extrema cautela. Chegou a superar os dois carros da Force India, mas Sergio Pérez o pegou logo em seguida. O inglês, entretanto, esperou os ânimos se acalmarem para iniciar a escalada: batendo Pérez e, depois, Grosjean, para assumir a quinta posição. E iniciar uma perseguição a Räikkönen.
Ainda na primeira volta, Vettel alertou a Ferrari sobre uma possível queima de largada de Bottas. A queixa também foi analisada pela direção de prova, que não viu nada de irregular na manobra do finlandês da Mercedes. Assim, o jogo que seguiu.
Com dez voltas completadas, a ordem da prova se mostrava dessa forma: Bottas, Vettel, Ricciardo, Räikkönen, Hamilton, Grosjean, Pérez, Ocon, Massa, Stroll, Kevin Magnussen, Jolyon Palmer, Stoffel Vandoorne, Carlos Sainz, Pascal Wehrlein, Marcus Ericsson, Nico Hülkenberg e Kvyat. Destes, o top-10 largou de ultramacios, enquanto Hamilton saiu de supermacios. Massa e Stroll optaram pelos macios.
E o primeiro pit-stop da corrida foi feita pela Renault com Hülkenberg. O alemão mudou para os compostos amarelos, em uma indicação de que não pararia mais.
Na pista, Hamilton tentava alcançar Räikkönen, mas já se queixava de um desgaste maior do que o esperado dos pneus traseiros. Ainda, lá na frente, Bottas vinha abrindo vantagem para Vettel. Com 20 giros, a diferença entre os dois ponteiros estava em 5s9. Ricciardo surgia 9s atrás, com Räikkönen e Hamilton colados. A outra grande briga era entre Stroll, Magnussen e Palmer, que lutavam pelo décimo posto. Só que o dinamarquês da Haas deixaria essa disputa na volta 31, depois de uma aparente falha de câmbio.
Enquanto o tricampeão da Mercedes perseguia o ferrarista nórdico, Bottas tratava de acelerar lá na ponta, virando volta mais rápida em cima de volta mais rápida, andando na casa de 1min08s baixo, sempre em torno de meio segundo mais veloz que Vettel, que vinha solitário em segundo. Ricciardo, mais atrás, também rodava sozinho em terceiro.
Quando a prova chegou à 32ª passagem, a Mercedes decidiu antecipar o pit-stop do inglês, especialmente por conta do desgaste e da possibilidade de superar o finlandês da Ferrari nos pits. Hamilton, então, mudou para os pneus ultramacios, voltando na mesma quinta posição. Quem também veio na sequência foi Ricciardo. O australiano da Red Bull optou pelos compostos supermacios. Vettel veio logo depois, lançando mão da mesma estratégia da ex-equipe.
Na quinta colocação, Hamilton começava a virar as voltas mais velozes em uma tentativa de alcançar Ricciardo. Enquanto isso, Räikkönen preferiu permanecer mais tempo na pista, assim como o líder Bottas. Grosjean, Ocon, Massa e Sainz também seguiam sem pit-stops. Por isso, a ordem com 40 voltas era: Bottas, Räikkönen, Vettel, Ricciardo, Hamilton, Ocon, Massa, Grosjean, Pérez, Sainz, Stroll, Palmer, Vandoorne, Hülkenberg, Wehrlein, Ericsson e Kvyat.
Aí o líder finalmente foi aos boxes. Bottas completou a 42ª passagem no pit-lane, para a troca dos pneus ultramacios pelos supermacios. Valtteri voltou logo atrás do compatriota, com Vettel em terceiro. Mais atrás, Hamilton começava a enfrentar a problemas com os pneus traseiros novamente, que apresentavam bolhas. Ainda assim, Lewis vinha imprimindo um ritmo forte, tentando alcançar Ricciardo.
Três voltas depois, foi a vez de Räikkönen ir aos pits. O finlandês mudou para os supermacios e voltou em quinto. Na pista, Massa surgia logo atrás, em sexto, fazendo suas melhores marcas na corrida, mas ainda sem pit-stop. Mas não demorou muito mais. O brasileiro enfim parou no giro 48, trocando os macios pelos ultramacios.
Assim, a ordem real da prova voltou a ser: Bottas, Vettel, Ricciardo, Hamilton, Räikkönen, Grosjean, Pérez, Ocon, Massa, Stroll, Palmer, Vandoorne, Hülkenberg, Wehrlein, Ericsson e Kvyat. Neste meio tempo, Carlos Sainz abandonou a corrida, enquanto o belga da McLaren tomou uma punição de drive-through por ignorar bandeira azul.
As 20 voltas finais viram um Hamilton sair à caça de Ricciardo, buscando o pódio. O inglês passou a ignorar as bolhas nos pneus traseiros para completar as melhores voltas da corrida. Mas não deu para o tricampeão, que teve de se contentar mesmo com o quarto posto. Lá na frente, Bottas também precisou segurar um surpreendente Vettel nos últimos giros, mas cruzou a linha de chegada com segurança e sem temor. É a segunda vez que o finlandês vai ao degrau mais alto do pódio.

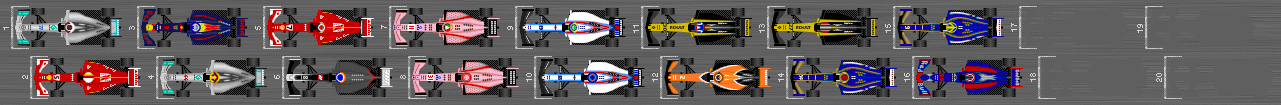
Resultado da corrida

## Pneus
| Nome do composto | Cor | Banda de rolamento | Condições de Tempo | Dry Type  | Aderência      | Longevidade   |
| ---------------- | --- | ------------------ | ------------------ | --------- | -------------- | ------------- |
| Ultra Macio      |     | Slick (P Zero)     | Seco               | Ultrasoft | Mais aderência | Menos durável |
| Super Macio      |     | Slick (P Zero)     | Seco               | Supersoft | Mais aderência | Menos durável |
| Macio            |     | Slick (P Zero)     | Seco               | Soft      | Médio          | Médio         |

## Resultados

### Treino Classificatório
| Pos.                     | Nº | Piloto            | Construtor           | Q1       | Q2       | Q3       | Grid |
| ------------------------ | -- | ----------------- | -------------------- | -------- | -------- | -------- | ---- |
| 1                        | 77 | Valtteri Bottas   | Mercedes             | 1:05.760 | 1:04.316 | 1:04.251 | 1    |
| 2                        | 5  | Sebastian Vettel  | Ferrari              | 1:05.585 | 1:04.772 | 1:04.293 | 2    |
| 3                        | 44 | Lewis Hamilton    | Mercedes             | 1:05.064 | 1:04.800 | 1:04.424 | 8 1  |
| 4                        | 7  | Kimi Räikkönen    | Ferrari              | 1:05.148 | 1:05.004 | 1:04.779 | 3    |
| 5                        | 3  | Daniel Ricciardo  | Red Bull-TAG Heuer   | 1:05.854 | 1:05.161 | 1:04.896 | 4    |
| 6                        | 33 | Max Verstappen    | Red Bull-TAG Heuer   | 1:05.779 | 1:04.948 | 1:04.983 | 5    |
| 7                        | 8  | Romain Grosjean   | Haas-Ferrari         | 1:05.902 | 1:05.319 | 1:05.480 | 6    |
| 8                        | 11 | Sergio Pérez      | Force India-Mercedes | 1:05.975 | 1:05.435 | 1:05.605 | 7    |
| 9                        | 31 | Esteban Ocon      | Force India-Mercedes | 1:06.033 | 1:05.550 | 1:05.674 | 9    |
| 10                       | 55 | Carlos Sainz Jr.  | Toro Rosso           | 1:05.675 | 1:05.544 | 1:05.726 | 10   |
| 11                       | 27 | Nico Hülkenberg   | Renault              | 1:06.174 | 1:05.597 | —        | 11   |
| 12                       | 14 | Fernando Alonso   | McLaren-Honda        | 1:06.158 | 1:05.602 | —        | 12   |
| 13                       | 2  | Stoffel Vandoorne | McLaren-Honda        | 1:06.316 | 1:05.741 | —        | 13   |
| 14                       | 26 | Daniil Kvyat      | Toro Rosso           | 1:05.990 | 1:05.884 | —        | 14   |
| 15                       | 20 | Kevin Magnussen   | Haas-Ferrari         | 1:06.143 | S/Tempo  | —        | 15   |
| 16                       | 30 | Jolyon Palmer     | Renault              | 1:06.345 | —        | —        | 16   |
| 17                       | 19 | Felipe Massa      | Williams-Mercedes    | 1:06.534 | —        | —        | 17   |
| 18                       | 18 | Lance Stroll      | Williams-Mercedes    | 1:06.608 | —        | —        | 18   |
| 19                       | 9  | Marcus Ericsson   | Sauber-Ferrari       | 1:06.857 | —        | —        | 19   |
| 20                       | 94 | Pascal Wehrlein   | Sauber-Ferrari       | 1:07.011 | —        | —        | 20   |
| Tempo dos 107%: 1:09.618 |    |                   |                      |          |          |          |      |
| Fonte:                   |    |                   |                      |          |          |          |      |

Notas
↑1  - Lewis Hamilton (Mercedes) perdeu cinco posições por ter trocado a caixa de câmbio.

### Corrida
| Pos.   | Nu. | Piloto            | Construtor           | Voltas | Tempo/Retirado    | Grid | Pontos |
| ------ | --- | ----------------- | -------------------- | ------ | ----------------- | ---- | ------ |
| 1      | 77  | Valtteri Bottas   | Mercedes             | 71     | 1:21:48.527       | 1    | 25     |
| 2      | 5   | Sebastian Vettel  | Ferrari              | 71     | +0.658            | 2    | 18     |
| 3      | 3   | Daniel Ricciardo  | Red Bull-TAG Heuer   | 71     | +6.012            | 4    | 15     |
| 4      | 44  | Lewis Hamilton    | Mercedes             | 71     | +7.430            | 8    | 12     |
| 5      | 7   | Kimi Räikkönen    | Ferrari              | 71     | +20.370           | 3    | 10     |
| 6      | 8   | Romain Grosjean   | Haas-Ferrari         | 71     | +1:13.160         | 7    | 8      |
| 7      | 11  | Sergio Pérez      | Force India-Mercedes | 70     | +1 Volta          | 8    | 6      |
| 8      | 31  | Esteban Ocon      | Force India-Mercedes | 70     | +1 Volta          | 9    | 4      |
| 9      | 19  | Felipe Massa      | Williams-Mercedes    | 70     | +1 Volta          | 17   | 2      |
| 10     | 18  | Lance Stroll      | Williams-Mercedes    | 70     | +1 Volta          | 18   | 1      |
| 11     | 30  | Jolyon Palmer     | Renault              | 70     | +1 Volta          | 16   |        |
| 12     | 2   | Stoffel Vandoorne | McLaren-Honda        | 70     | +1 Volta          | 13   |        |
| 13     | 27  | Nico Hülkenberg   | Renault              | 70     | +1 Volta          | 11   |        |
| 14     | 94  | Pascal Wehrlein   | Sauber-Ferrari       | 70     | +1 Volta          | 20   |        |
| 15     | 9   | Marcus Ericsson   | Sauber-Ferrari       | 69     | +2 Voltas         | 19   |        |
| 16     | 26  | Daniil Kvyat      | Toro Rosso           | 68     | +3 Voltas         | 14   |        |
| Ret    | 55  | Carlos Sainz Jr.  | Toro Rosso           | 44     | Unid. de potência | 10   |        |
| Ret    | 20  | Kevin Magnussen   | Haas-Ferrari         | 29     | Câmbio            | 15   |        |
| Ret    | 14  | Fernando Alonso   | McLaren-Honda        | 1      | Colisão           | 12   |        |
| Ret    | 33  | Max Verstappen    | Red Bull-TAG Heuer   | 0      | Colisão           | 6    |        |
| Fonte: |     |                   |                      |        |                   |      |        |

## Voltas na Liderança
- Commons

| Nº de Voltas | Piloto          | Voltas           |
| ------------ | --------------- | ---------------- |
| 69           | Valtteri Bottas | (1-41) - (44-71) |
| 2            | Kimi Räikkönen  | (42-43)          |

## 2017DHLFastest Pit Stop Award

### Resultado
| 1      | 18 | Lance Stroll      | Williams-Mercedes  | 2.18 | 25 |
| 2      | 19 | Felipe Massa      | Williams-Mercedes  | 2.21 | 18 |
| 3      | 44 | Lewis Hamilton    | Mercedes           | 2.29 | 15 |
| 4      | 55 | Carlos Sainz Jr.  | Toro Rosso         | 2.62 | 12 |
| 5      | 3  | Daniel Ricciardo  | Red Bull-TAG Heuer | 2.84 | 10 |
| 6      | 5  | Sebastian Vettel  | Ferrari            | 2.84 | 8  |
| 7      | 7  | Kimi Räikkönen    | Ferrari            | 2.96 | 6  |
| 8      | 8  | Romain Grosjean   | Haas-Ferrari       | 2.97 | 4  |
| 9      | 2  | Stoffel Vandoorne | McLaren-Honda      | 3.04 | 2  |
| 10     | 9  | Marcus Ericsson   | Sauber-Ferrari     | 3.05 | 1  |
| Fonte: |    |                   |                    |      |    |

### Classificação
| Tabela do DHL Fastest Pit Stop Award \| Pos \| Construtor \| Pontos \| Var \| \| --- \| -------------------- \| ------ \| --- \| \| 1 \| Williams-Mercedes \| 213 \| 0 \| \| 2 \| Mercedes \| 185 \| 0 \| \| 3 \| Red Bull-TAG Heuer \| 156 \| 0 \| \| 4 \| Ferrari \| 104 \| 1 \| \| 5 \| Force India-Mercedes \| 101 \| 1 \| \| 6 \| Toro Rosso \| 86 \| 0 \| \| 7 \| Haas-Ferrari \| 34 \| 0 \| \| 8 \| McLaren-Honda \| 29 \| 0 \| \| 9 \| Sauber-Ferrari \| 1 \| 0 \| \| 10 \| Renault \| 0 \| 0 \| |                      |        |     |
| Pos | Construtor           | Pontos | Var |
| 1 | Williams-Mercedes    | 213    | 0   |
| 2 | Mercedes             | 185    | 0   |
| 3 | Red Bull-TAG Heuer   | 156    | 0   |
| 4 | Ferrari              | 104    | 1   |
| 5 | Force India-Mercedes | 101    | 1   |
| 6 | Toro Rosso           | 86     | 0   |
| 7 | Haas-Ferrari         | 34     | 0   |
| 8 | McLaren-Honda        | 29     | 0   |
| 9 | Sauber-Ferrari       | 1      | 0   |
| 10 | Renault              | 0      | 0   |

## Tabela do campeonato após a corrida
Somente as cinco primeiras posições estão incluídas nas tabelas.
| Pos | Piloto           | Pontos | Var |
| --- | ---------------- | ------ | --- |
| 1   | Sebastian Vettel | 171    | 0   |
| 2   | Lewis Hamilton   | 151    | 0   |
| 3   | Valtteri Bottas  | 136    | 0   |
| 4   | Daniel Ricciardo | 107    | 0   |
| 5   | Kimi Räikkönen   | 83     | 0   |

| Pos | Construtor           | Pontos | Var |
| --- | -------------------- | ------ | --- |
| 1   | Mercedes             | 287    | 0   |
| 2   | Ferrari              | 254    | 0   |
| 3   | Red Bull-TAG Heuer   | 152    | 0   |
| 4   | Force India-Mercedes | 89     | 0   |
| 5   | Williams-Mercedes    | 40     | 0   |